# Upshi
Upshi es una localidad de la India en el distrito de Leh, estado de Ladakh.

## Geografía
Se encuentra a una altitud de 3 398 m s. n. m. a 52 km de la capital del distrito, Leh, en la zona horaria UTC +5:30.

## Demografía
Según estimación 2010 contaba con una población de 163 habitantes.

## Historia
A 45 kilómetros de Leh, está situado a lo largo de la autopista Leh-Manali. Es uno de los asentamientos civilizados más altos de la India, está situado junto al valle del río Indo. Upshi también es conocido por ser parte de una importante ruta comercial en el pasado.